# Права ЛГБТ в Чехии

Карта Чешской Республики в цветах радужного флага

Гомосексуальные отношения в Чехии легальны с 1962 года. В 1990 году был принят единый возраст сексуального согласия — 15 лет.
Чешское законодательство с 2009 года полностью обеспечивает защиту от дискриминации по сексуальной ориентации, в том числе на рабочем месте и в других сферах жизни. Чешская Республика предоставляет лицам право претендовать на политическое убежище из-за преследований по признаку сексуальной ориентации в своей стране.
Опрос Pew Research Center 2013 года показал, что 80 % чехов считают, что гомосексуальность должна быть принята обществом, что является одним из самых высоких показателей среди 39 стран, участвовавших в опросе. Опросы общественного мнения выявили растущий уровень поддержки однополых браков, и более 67 % чехов поддерживают легализацию однополых браков к 2020 году. Столица Прага известна во всём мире и примечательна своей яркой ночной жизнью, сообществом и открытостью ЛГБТ.

## Легальность однополых сексуальных отношений
Однополые сексуальные отношения были декриминализированы в 1962 году после того, как научные исследования Курта Фройнда привели к выводу, что гомосексуальную ориентацию невозможно изменить (см. «История плетизмографии полового члена»). Возраст сексуального согласия был уравнен в 1990 году до 15 лет — ранее он составлял 18 лет для гомосексуалов.
Армия не задаётся вопросом о сексуальной ориентации солдат и разрешает гомосексуалам нести службу открыто.
Гомосексуальная проституция была декриминализирована в 1990 году.

## Признание однополых отношений
Существует юридическое признание однополых пар. С 2001 года Чешская Республика предоставляет «лицам, живущим в общем доме», права наследования имущества и жилья, а также права на посещение больниц и тюрем, аналогичные гетеросексуальным парам, состоящим в браке.
Законопроект о легализации зарегистрированного партнёрства с некоторыми правами брака был отклонён четыре раза — в 1998, 1999, 2001 и 2005 годах. Однако 16 декабря 2005 года Палата депутатов Парламента Чешской Республики приняла новый законопроект о зарегистрированном партнёрстве; 26 января 2006 года он был принят Сенатом, но позже президент Вацлав Клаус наложил на него вето. 15 марта 2006 года вето президента было отменено Палатой депутатов, и закон вступил в силу 1 июля 2006 года. С этого момента в Чехии разрешены зарегистрированные партнёрства для однополых пар со многими правами брака (за исключением прав на усыновление, совместные налоги и титульный брак).
12 июня 2018 года в Палату депутатов был внесён законопроект о легализации однополых браков, авторами которого выступили 46 депутатов. В ответ, три дня спустя, группа из 37 депутатов предложила конституционную поправку, определяющую брак как союз мужчины и женщины. Законопроект, разрешающий однополые браки, требует простого большинства в Палате депутатов, тогда как конституционные поправки требуют 120 голосов. 22 июня 2018 года правительство объявило о своей поддержке законопроекта об однополых браках. Голосование по законопроекту об однополых браках должно было состояться в январе 2019 года, однако оно было перенесено на март 2019 года, и с тех пор откладывается.

## Усыновление и планирование семьи
Однополые пары в настоящее время не могут законно усыновлять детей. Одинокие и лесбийские пары не имеют доступа к процедуре экстракорпорального оплодотворения в стране.
В июне 2016 года Конституционный суд Чешской Республики отменил запрет, который запрещал людям, живущим в зарегистрированном партнёрстве, усыновлять детей как физическим лицам. Правительство объявило о своём намерении отменить этот закон после решения Конституционного суда. В октябре 2016 года в парламент было направлено предложение, предоставляющее парам, состоящим в зарегистрированном партнёрстве, право усыновлять приёмных детей. Иржи Динстбир младший, министр Чешской Республики по правам человека и равным возможностям, заявил: «Речь идёт о том, чтобы гарантировать, что второй партнёр имеет правовые отношения с ребенком».
Законопроект провалился, так как практически не обсуждался до парламентских выборов в Чехии 2017 года.
По состоянию на 2019 год совместное и приёмное усыновление детей однополыми парами остаётся незаконным. Они рассматриваются как часть законопроекта о легализации однополых браков, внесённого в Палату депутатов.
В январе 2021 года сообщалось, что Конституционный суд отклонил заявления об усыновлении детей однополыми парами в рамках зарегистрированных партнёрств.

## Защита от дискриминации
В 2009 году был принят всеобъемлющий антидискриминационный закон, который запрещает дискриминацию по признаку сексуальной ориентации и гендерной идентичности при приёме на работу, в сфере образования, жилья и доступа к товарам и услугам. Раздел 2 Антидискриминационного закона (чеш. Antidiskriminační zákon) даёт следующее определение «прямой дискриминации»:
Прямая дискриминация означает действие, включая бездействие, когда к одному лицу относятся менее благоприятно, чем к другому лицу относятся, относились или относились бы в сравнимой ситуации, по признаку расы, этнического происхождения, национальности, пола, сексуальной ориентации, возраста, инвалидности, религии, убеждений или взглядов.

## Гендерная идентичность и самовыражение
Первая операция по смене пола в стране была проведена в 1942 году, когда трансгендерный мужчина впоследствии сменил свой юридический пол на мужской. В настоящее время в Чехии ежегодно проводится 50—60 таких операций.
Для того чтобы получить медицинскую страховку, запрос на изменение гендерных признаков и лечение оценивается комиссией Министерства здравоохранения Чешской Республики. После получения положительного решения заявитель проходит один год гормонального лечения, за которым следует один год жизни в социальной роли другого пола, включая, например, ношение «соответствующей одежды». После этого двухлетнего лечения гениталии заявителя могут быть изменены хирургическим путём.
27 июня 2021 года президент Милош Земан заявил в интервью CNN Prima News, что он «вообще не понимает трансгендеров». Он заявил:
Если вы делаете операцию по изменению пола, вы совершаете преступление, причиняя себе вред. Это очень опасная процедура. Эти трансгендеры вызывают у меня искреннее отвращение.

## Военная служба
С 1999 года чешское законодательство запрещает дискриминацию по признаку сексуальной ориентации в армии.
В 2004 году армия Чешской Республики отказала в приёме на службу транс-женщине Ярославе Брокешовой (Jaroslava Brokešová), которая ранее прошла официальный переход, из-за заключения врачей. Представитель армии заявил, что причина не в её трансгендерной идентичности. В 2014 году ещё один транс-призывник был не принят на службу по причине якобы «снижения морального духа боевых подразделений». К 2015 году транс-идентичность кандидатов и кандидатов на службу больше не считалась значимым препятствием для военной службы.

## Донорство крови
Геям и бисексуальным мужчинам разрешено сдавать кровь в Чешской Республике после годичного периода отсрочки.

## Общественное мнение
В 2004 году, общественное мнение показало крепкую поддержку регистрации гражданских партнёрств для однополых пар: 60 % опрошенных согласились с введением закона о партнёрствах. В 2005 году, согласно опросам, 43 % жителей Чехии были лично знакомы с хотя бы одним представителем ЛГБТ, 42 % поддерживали введение однополых браков и 62 % одобряли гражданские партнёрства, в то время как усыновление и удочерение детей однополыми парами поддержали лишь 18 %. В 2006 году, согласно Eurobarometer, 52 % граждан Чехии одобряли полноценные однополые браки (в то время как в среднем по Европейскому союзу рейтинг поддержки равнялся 44 %), и 39 % одобряли однополое усыновление. В 2015 году рейтинг одобрения ЛГБТ чехами, согласно Eurobarometer равнялся 57 %.
| Поддержка чехами прав ЛГБТ согласно Median             | 2016 | 2016 |
| Поддержка чехами прав ЛГБТ согласно Median             | ДА   | НЕТ  |
| ------------------------------------------------------ | ---- | ---- |
| гражданские партнёрства                                | 68 % | 26 % |
| однополые браки                                        | 67 % | 29 % |
| усыновление или удочерение детей                       | 48 % | 48 % |
| усыновление, или удочерение ребёнка одного из супругов | -    | -    |

Ежегодный опрос CVVM о правах ЛГБТ показал наметившуюся тенденцию к снижению уровня поддержки среди чехов:
| Поддержка чехами прав ЛГБТ согласно CVVM               | 2005 | 2005 | 2007 | 2007 | 2008 | 2008 | 2009 | 2009 | 2010 | 2010 | 2011 | 2011 | 2012 | 2012 | 2013 | 2013 | 2014 | 2014 | 2015 | 2015 | 2016 | 2016 | 2017 | 2017 | 2018 | 2018 | 2019 | 2019 |
| Поддержка чехами прав ЛГБТ согласно CVVM               | ДА   | НЕТ  | ДА   | НЕТ  | ДА   | НЕТ  | ДА   | НЕТ  | ДА   | НЕТ  | ДА   | НЕТ  | ДА   | НЕТ  | ДА   | НЕТ  | ДА   | НЕТ  | ДА   | НЕТ  | ДА   | НЕТ  | ДА   | НЕТ  | ДА   | НЕТ  | ДА   | НЕТ  |
| ------------------------------------------------------ | ---- | ---- | ---- | ---- | ---- | ---- | ---- | ---- | ---- | ---- | ---- | ---- | ---- | ---- | ---- | ---- | ---- | ---- | ---- | ---- | ---- | ---- | ---- | ---- | ---- | ---- | ---- | ---- |
| гражданские партнёрства                                | 61 % | 30 % | 69 % | 24 % | 75 % | 19 % | 73 % | 23 % | 72 % | 23 % | 72 % | 23 % | 75 % | 21 % | 72 % | 23 % | 73 % | 23 % | 74 % | 22 % | 74 % | 21 % | 76 % | 19 % | 74 % | 22 % | 75 % | 20 % |
| однополые браки                                        | 38 % | 51 % | 36 % | 57 % | 38 % | 55 % | 47 % | 46 % | 49 % | 45 % | 45 % | 48 % | 51 % | 44 % | 51 % | 44 % | 45 % | 48 % | 49 % | 44 % | 51 % | 43 % | 52 % | 41 % | 50 % | 45 % | 47 % | 48 % |
| усыновление или удочерение детей                       | 19 % | 70 % | 22 % | 67 % | 23 % | 65 % | 27 % | 63 % | 29 % | 60 % | 33 % | 59 % | 37 % | 55 % | 34 % | 57 % | 45 % | 48 % | 44 % | 49 % | 48 % | 43 % | 51 % | 40 % | 48 % | 45 % | 47 % | 47 % |
| усыновление, или удочерение ребёнка одного из супругов | -    | -    | -    | -    | -    | -    | -    | -    | -    | -    | -    | -    | -    | -    | -    | -    | 58 % | 32 % | 59 % | 33 % | 62 % | 29 % | 68 % | 24 % | 64 % | 29 % | 60 % | 31 % |

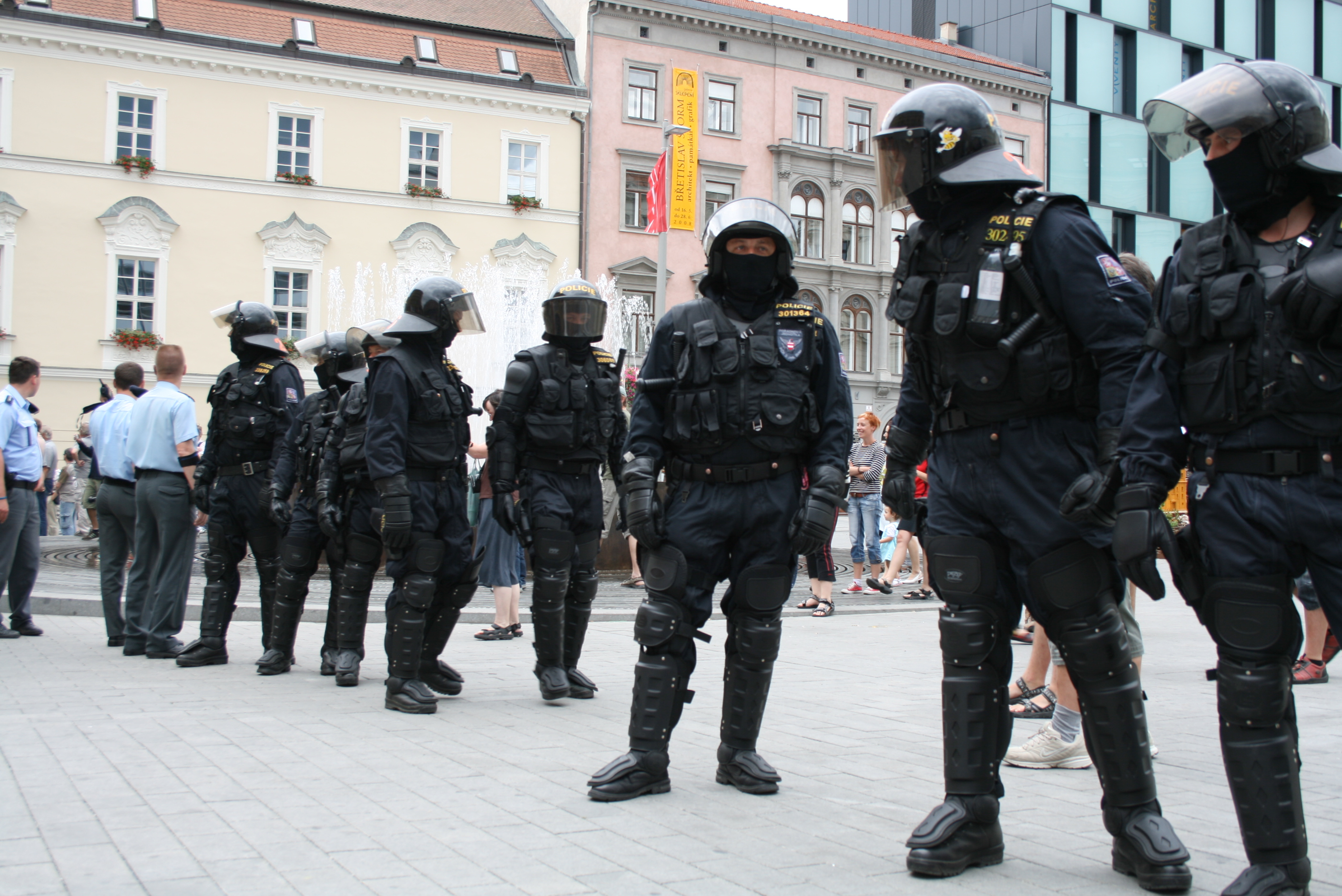
Полицейские, защищающие Queer Parade-2008 в Брно от вторжений правых экстремистов

В 2003 году, опросы показали, что 42 % чехов не хотели бы иметь гомосексуалов в качестве соседей. В 2012 году их число снизилось до 23 %.
В 2013 году, результаты анкетирования Pew Research Center показали, что 80 % жителей Чехии считают, что гомосексуальность должна быть принята обществом, в том время как 16 % высказались об обратном.
Опрос Академии Наук 2014 года показал, что рост поддержки ЛГБТ снизился в сравнении с предыдущими годами. Согласно этому исследованию, в среднем, люди, не одобряющие ЛГБТ в Чехии, являются бедными, левыми в политическом спектре, пенсионерами и католиками.
В мае 2015 года, ЛГБТ-социальная сеть PlanetRomeo опубликовала свой рейтинг гей-счастья (англ. Gay Happiness Index (GHI)), в котором были опрошены гомосексуальные мужчины из более чем 120-ти стран мира. Чешская Республика заняла 18-е место в рейтинге, с результатом в 66 баллов: чуть выше Австрии и чуть ниже Бельгии.
В апреле 2019 года, согласно опросу, проведенному CVVM, 78 % чехов не возражали бы иметь соседа гея или лесбиянку, что на 3 % больше, чем в 2018 году.
В июне 2019 года, согласно опросу, проведённому с 4 по 14 мая 2019 года компанией CVVM, 48 % респондентов заявили, что гомосексуальность не вызовет трудностей в сосуществовании с людьми в городе или общине, где они живут, а 42 % с этим не согласились. По сравнению с 2008 годом этот показатель вырос на 11 %. В том же опросе выяснилось, что 39 % чехов имеют друга или знакомого гея или лесбиянку, тогда как у 50 % таких знакомых нет, а 11 % «не знают». По сравнению с 2018 годом это на 5 % больше.
В отличие от данных CVVM и других научных статей приведённых выше в таблице, опрос проведённый британским новостным изданием Median agency poll в 2019 году, наоборот показал, что 67 % чехов поддерживают однополые браки. В статье указывается, что 78 % чехов согласны с тем, что гомосексуалам и лесбиянкам должно быть разрешено усыновлять ребёнка своего супруга, а 62 % чехов поддерживают полное, совместное право на усыновление для однополых пар. Кроме того в статье сказано, что женщины, молодёжь и жители Богемии поддерживают однополые браки и другие права гомосексуалов чаще, чем мужчины, пожилые люди и жители Моравии.

## Условия жизни ЛГБТ в Чехии
Со времён коммунистической эпохи, Чешская Республика стала гораздо либеральнее касательно однополых отношений со времён Бархатной революции и сегодня является одной из самых дружественных к ЛГБТ стран в Европейском союзе. Существует мнение, что растущая толерантность обоснована низким уровнем религиозных убеждений в стране.
В 2012 году Агентство по основным правам провело опрос касательно дискриминации среди 93 тысяч ЛГБТ-людей во всём Европейском Союзе. В сравнении со средним показателем в ЕС, Чехия показала относительно позитивные результаты. 43 % респондентов из Чехии указали, что никто из их семьи не знает об их сексуальной ориентации. Только один из пяти респондентов открыто говорят про свою сексуальную ориентацию коллегам или одноклассникам. 71 % респондентов избирательно открываются на работе или в школе. 52 % гомосексуальных мужчин и 30 % гомосексуальных женщин избегают держаться за руки за пределами гей-кварталов, опасаясь подвергнуться нападениям, угрозам или преследованиям.

### Общественные мероприятия

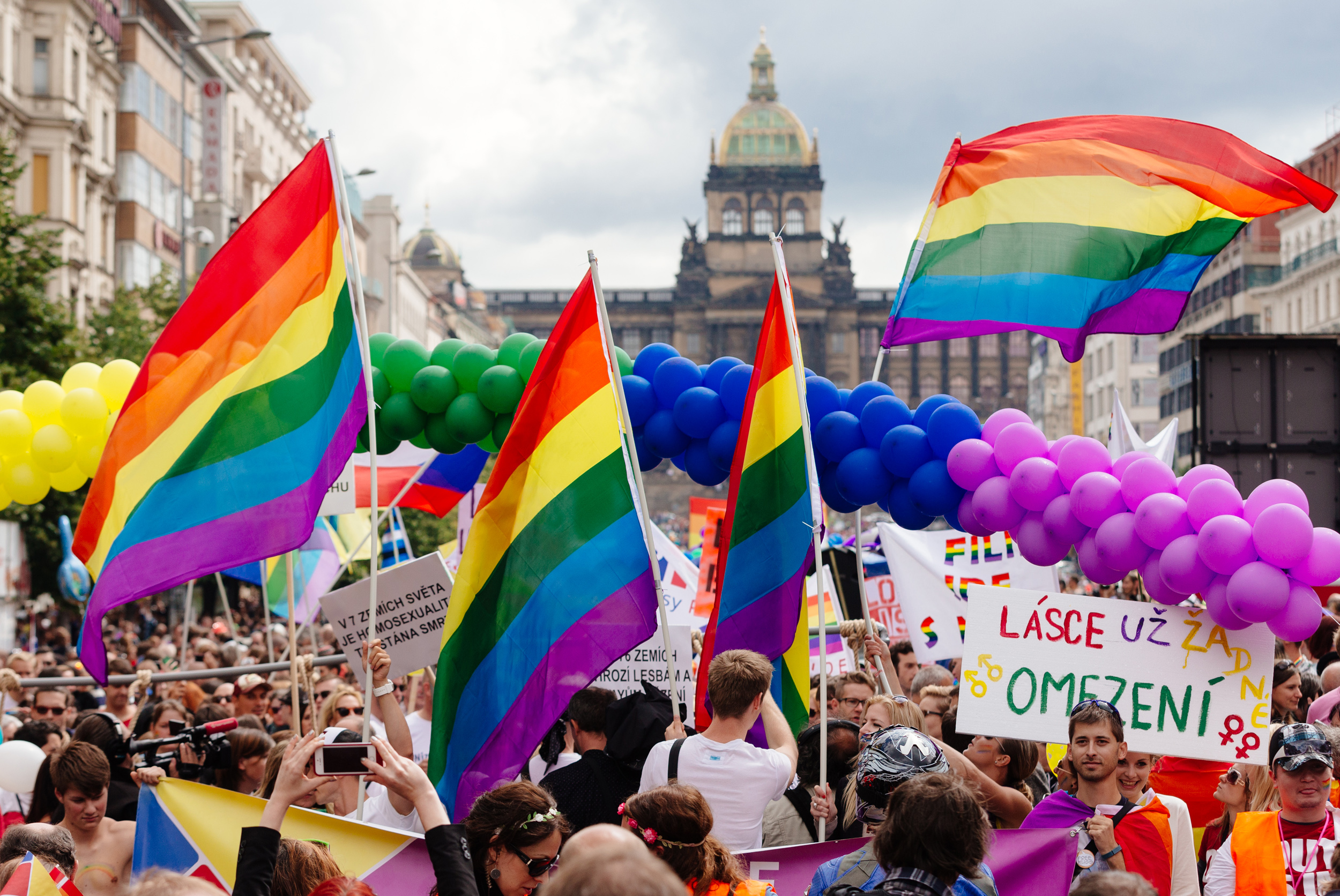
Пражский гей-прайд на Вацлавской площади в 2014 году

В Брно проходит ежегодный кинофестиваль геев и лесбиянок, известный как Mezipatra, который проводится и в других городах. Проводится каждый ноябрь с 2000 года. В 2008, 2009 и 2010 годах гей-фестиваль проходил во втором по величине городе страны Брно.
Первый пражский прайд-парад состоялся в августе 2011 года при официальной поддержке мэра Богуслава Свободы и других политиков. Мероприятие вызвало негативную реакцию со стороны религиозных консервативных групп и ультраправых. Второй пражский прайд-парад состоялся в августе 2012 года, положив начало традиции ежегодного проведения гей-парада в Праге. Однако группа молодых христиан попыталась протестовать против парада при поддержке католического архиепископа Праги Доминика Дуки.
С 2014 года организаторы запретили любые рекламные акции педофилов на площадках, связанных с Пражским прайдом, после того как в предыдущем году несколько педофилов привлекли внимание общественности, распространяя листовки с утверждением, что «Педофилия не равна насилию над детьми».
В конце 2010 года появился первый официально изданный путеводитель и карта для геев чешской столицы, который был подготовлен Пражской информационной службой под эгидой Пражского городского совета.